# Friedrich Immanuel Niethammer

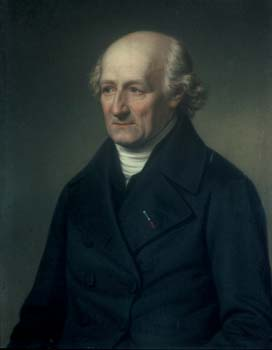
Friedrich Immanuel Niethammer

Friedrich Immanuel Niethammer (ur. 26 marca 1766 w Beilstein, zm. 1 kwietnia 1848 in Monachium) – niemiecki filozof i teolog.

## Biografia
Uczył się w klasztorze Maulbronn, w 1784 został uczniem Tübinger Stift, gdzie poznał Friedricha Hölderlina (1770–1843), Georga Wilhelma Friedricha Hegla (1770–1831) i Friedricha Wilhelma Josepha von Schellinga (1775–1854). W 1790 r. Przeniósł się do Jeny, gdzie studiował filozofię kantowską u Karla Leonharda Reinholda (1757–1823). Następnie został profesorem nadzwyczajnym filozofii na Uniwersytecie w Jenie, gdzie pozostał do 1804 r. W 1806 r. Był protestantem Oberschulkommissarem (administratorem wyższej szkoły) Frankonii, w następnym roku został Centralnym Komisarzem ds. Edukacji i członkiem Konsystorza Generalnego Protestanckiego Bawarii.
W 1797 roku, wraz z Johannem Gottliebem Fichte (1762–1814), Niethammer był współredaktorem Philosophisches Journal. W 1798 r. Czasopismo opublikowało Entwicklung des Begriffs der Religion Friedricha Karla Forberga („Rozwój pojęcia religii”), esej, który Fichte poprzedził Über den Grund unsers Glaubens an eine göttliche Weltregierung („Podstawy naszej wiary w boski rząd Wszechświata”). Reakcja na artykuł obejmowała oskarżenia o ateizm, wywołując tzw. Atheismusstreit (spór o ateizm) z lat 1798–1799, wydarzenie, które ostatecznie doprowadziło do wyjazdu Fichtego z Jeny w 1799 r.
W 1808 roku Niethammer opublikował Der Streit des Philanthropinismus und des Humanismus in der Theorie des Erziehungs-Unterrichts unsrer Zeit (Spór między filantropinizmem a humanizmem w teorii edukacyjnej naszych czasów), książkę będącą reakcją na filantropinizm, koncepcja, która została opracowana w epoce oświecenia. Filantropinizm cenił wychowanie praktyczne i fizyczne iw dużej mierze odrzucał uczenie się na pamięć klasyków. Niethammer zgodził się z filantropinami co do tego, że pewna autonomia jest ważna w edukacji, ale uznał ich filozofię nauczania za zbyt ekstremalną. Uważał, że poczucie obywatelstwa i uprzejmości są niezbędne w edukacji dziecka, i starał się połączyć to, co najlepsze w filantropinizmie z tym, co najlepsze w „humanizmie”, słowu, które wyprowadził z „humanitas” Cycerona.